# The Dearborn Independent
Dearborn Independent – amerykański tygodnik, od 1918 r. w posiadaniu przemysłowca Henry’ego Forda.
Gazeta została zakupiona przez Forda w 1918 r., negocjacje w tej sprawie prowadził w jego imieniu Ernest Liebold. Ponieważ czasopismo miało w pełni przekazywać poglądy właściciela, Ford zrezygnował ze sprzedaży miejsca reklamowego i utrzymywał gazetę z własnych środków. „Dearborn Independent” pisał na temat nauki, przemysłu, szkolnictwa czy rolnictwa, jednak najważniejszą kolumną była Własna strona Henry’ego Forda, na której William Cameron pisał w imieniu Forda artykuły odnoszące się do jego osobistych poglądów. Od 1920 r. na łamach tytułu zaczęły regularnie pojawiać się artykuły antysemickie, począwszy od publikowania fragmentów Protokołów mędrców Syjonu. Spowodowało to podanie się do dymisji redaktora naczelnego Charlesa Pippa.
Sława właściciela sprawiła, że w 1926 r. nakład osiągnął 650 tys. egzemplarzy, do czego przyczyniła się m.in. dostępność gazety u dilerów Forda. Działalność Forda wywołała debatę na temat roli Żydów i wzbudziła zaniepokojenie środowisk żydowskich, w efekcie czego największe organizacje (świeckie, religijne i syjonistyczne) ogłosiły wspólny apel, wytykając fałszywość m.in. Protokołów mędrców Syjonu. Apel ten poparli sygnatariusze innego apelu, podpisanego m.in. przez prezydenta Woodrowa Wilsona, byłego prezydenta Williama Tafta, prezydenta elekta Warrena Hardinga, dziewięciu sekretarzy stanu, hierarchów kościelnych, rektorów uczelni wyższych i blisko 100 innych obywateli, w tym przedsiębiorców i pisarzy. W efekcie osamotniony Ford zaczął wycofywać się ze swoich poglądów.
W 1924 r. „Dearborn Independent” zaatakował żydowskiego prawnika Aarona Sapiro organizującego farmerów ze Środkowego Zachodu w kooperatywy. Sapiro wytoczył gazecie sprawę o zniesławienie. W trakcie procesu obrońca firmy twierdził, że winę za treść czasopisma ponosił William Cameron, a Ford nawet nie czytał publikacji swojego tygodnika. Ostatecznie Ford przeprosił Sapiro, wypłacił mu 140 tys. dol. odszkodowania, potępił wszystkie treści antyżydowskie z łamów „Dearborn Independent”, zwolnił Camerona i Liebolda, a na koniec zamknął czasopismo.